# Listvénnaia
Listvénnaia (en rus: Лиственная) és un poble de l'óblast de Kurgan, a Rússia, que en el cens del 2010 tenia 51 habitants. Pertany al districte de Ketovo.